# Devon Daniels
Devon Daniels (Battle Creek, 18 luglio 1998) è un cestista statunitense.